# 1774 у літературі

## Книги
- «Страждання молодого Вертера» — роман Йоганна Вольфганга фон Ґете.

### П'єси
- «Клавіго» — п'єса Йоганна Вольфганга фон Ґете.

## Нехудожні твори
- «Історії смути в Польщі» (італ. Istoria delle turbolenze della Polonia) — книга Джакомо Казанови.
- «Новий підручник анатомії» — Маено Рьотаку та Суґіта Ґемпаку видали перший японський підручник з європейської анатомії.

## Народились
- 12 серпня — Роберт Сауті, англійський письменник.

## Померли
- 4 квітня — Олівер Ґолдсміт, англомовний ірландський есеїст, поет, прозаїк, драматург.
- 16 жовтня — Роберт Фергюссон, шотландський поет.